# Его психология
Его психологията е школа на психоанализата, чиито идеи са вкоренени в идеите на Зигмунд Фройд за структурния модел психиката – То-Аз-Свръх-аз.
Индивидът взаимодейства с външния свят, както и реагира на вътрешните сили. Много психоаналитици използват теоретичния конструкт, наречен Его (Аз), за да обяснят как това е станало чрез различни его функции. Привържениците на его психологията се фокусират върху нормалното и патологичното развитие на егото, неговото справяне с либидалните и агресивните импулси и адаптацията му към реалността.

## Его функции
Тестване на реалността: Капацитетът на егото за разграничение на това, което се появява в нечий ум, от това, което се появява във външния свят. Това е може би най-важната функция на егото, защото е нужна за разбиране с външния свят. Тестването на реалността често е предмет на временно, леко изкривяване или влошаване поради стресови условия. Такова увреждане може да доведе до временни налудности и халюцинации и е основно селективно, групирайки се по протежение на специфични психодинамични линии. Хроничните дефицити предразполагат към други психотични или органични смущения.
Контрол на импулса: Способността да се управляват агресивните и/или либидални желания без непосредствено разтоварване чрез поведение или симптоми. Проблемите с контрола на импулсите са общи; например: гняв на пътя; сексуален промискуитет; прекомерна употреба на алкохол и наркотици и неконтролируемо ядене.
Регулация на афекта: Способността да се модулират чувствата, без да бъдат потиснати.
Съждение: Капацитетът да се действа отговорно. Този процес включва идентифицирането на възможни пътища на действие, очаквания и оценки, възможни последствия и вземането на решения за това кое е уместно при определени обстоятелства.
Обектни отношения: Капацитетът за взаимно удовлетворяващи отношения. Индивидът може да възприеме себе си и другите като цялостни обекти с триизмерни качества.
Процеси на мислене: Способността да се има логическо, съгласувано и абстрактно мислене. В стресови ситуации процесите на мислене могат да станат неорганизирани. Наличието на хронични или тежки проблеми в концептуалното мислене е често асоциирано с шизофренията и епизодите на мания в биполярното разстройство.
Функционираща защита: Защитата е несъзнателен опит за защита на индивида от някои силно заплашващи идентичността чувства. Началните защити се развиват в детето и включват проекция, отричане и разделяне. Когато порасне детето се появяват по-усъвършенствани защити, които се занимават с вътрешните връзки между егото, суперегото и ид-а; тези защити включват потискане, регресия, изместване и формиране на реакция. Всички възрастни имат и използват примитивни защити, но повече хора имат по-зрели начини за справяне с реалността и тревожността.
Синтез: Функцията на синтеза е его функция за организиране и обединяване на други функции вътре в личността. Тя кара индивида да мисли, чувства и действа по съгласуван начин. Това включва капацитета за интегриране на потенциални противоречиви преживявания, идеи и чувства; например, детето обича своята майка, но също понякога ѝ е ядосано. Способността да се синтезират тези чувства е централно постижение на развитието.